# Museo archeologico di Taxila
Il museo archeologico di Taxila (in urdu ٹیکسلا عجائب گھر‎?, Tiksla ajaaeb ghar; in inglese Taxila Archaeological Museum) è sito a Taxila, un tehsil del distretto di Rawalpindi nella provincia del Panjāb, in Pachistan. 
Sorto in loco nei pressi dei siti degli scavi, vanta una collezione incentrata sull'arte Gandhāra (I e VII secolo d.C.) e sui numerosi reperti dai siti archeologici di Taxila risalenti al 600-700 a.C.
Nei pressi del museo si trovano diverse aree d'interesse storico, tra cui antichi stupa e altre rovine.

## Storia

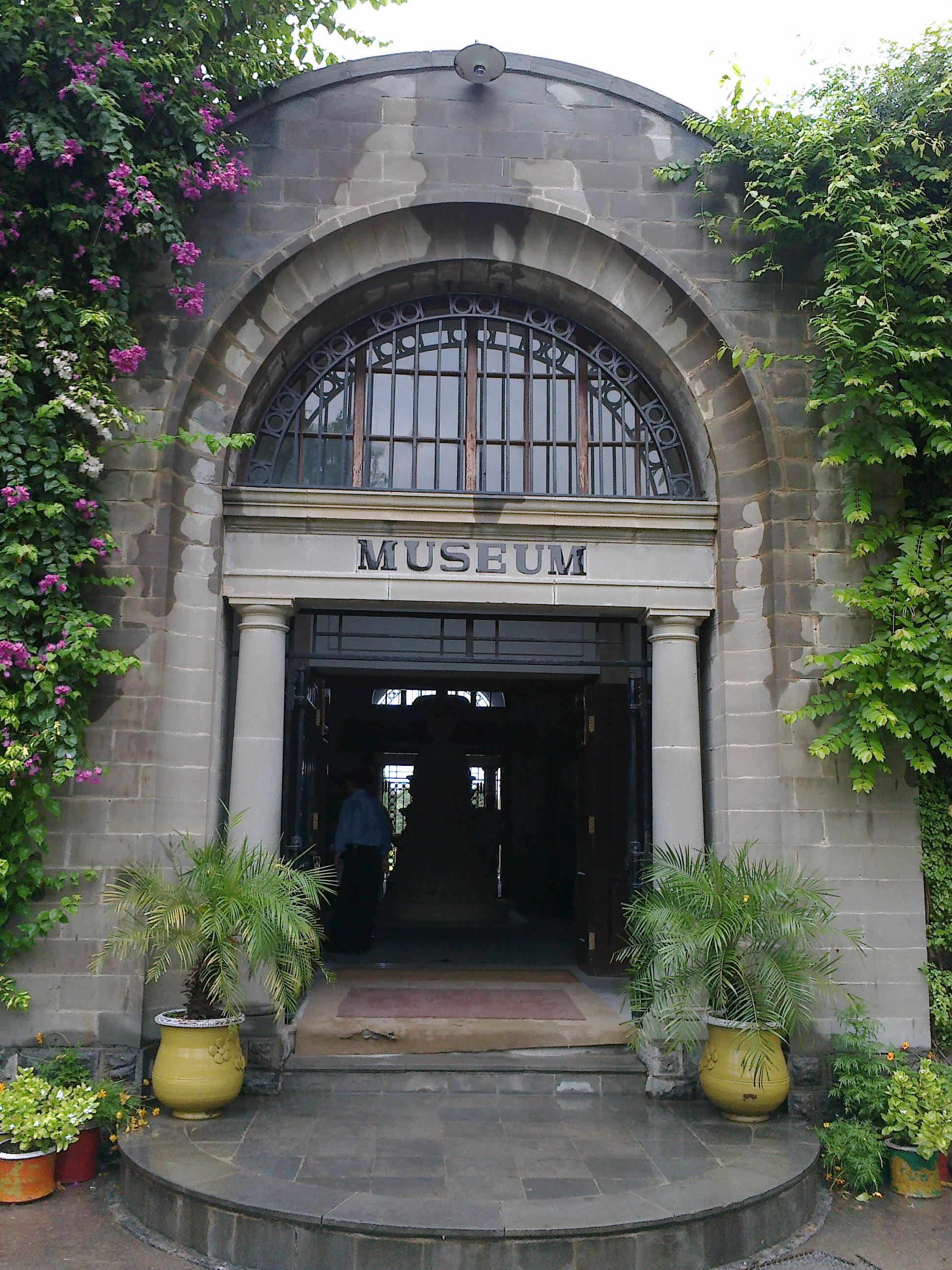
Ingresso al museo.

La costruzione del museo iniziò nel 1918; la prima pietra fu posata da Lord Chelmsford, allora viceré dell'India. La costruzione fu completata nel 1928; Muhammad Habibullah, allora Ministro dell'Istruzione, aprì il museo al pubblico il 5 aprile 1928. John Marshall, che fu direttore della Archaeological Survey of British India e si occupò di Taxila tra il 1913 e il 1934, non ebbe tempo di terminare i lavori di scavo, che proseguirono sotto la guida di archeologi pachistani nel periodo post-indipendenza.

## Collezione e spazi espositivi
Le collezioni del museo constano di ca. 4000 oggetti, tra cui manufatti in pietra, stucchi, maioliche, gioielli, reliquie, utensili domestici, armi e antiche monete. La mostra consta principalmente da oggetti risalenti al periodo compreso tra il 600 a.C. e il 500 d.C. Il museo testimonia il passaggio di comunità buddiste, indù e giainiste, attraverso rinvenimenti presso tre antiche città e in oltre due dozzine di stupa, monasteri buddisti e templi greci della regione.
Il museo espone circa 7000 artefatti al pubblico, mentre altri 3000 sono conservati nei magazzini.

### Arte Gandhara
Il Museo di Taxila ospita una delle più eminenti e vaste collezioni di sculture buddiste in pietra del Pachistan, risalenti ai secoli dal I al VII. Il nucleo della collezione proviene dagli scavi nella valle di Taxila, in particolare da quelli condotti da John Marshall. Altri oggetti provengono da scavi condotti altrove nel Gandhāra, da donazioni (ad esempio dalla collezione Rami Das) o da materiali confiscati dalla polizia e da altre autorità. L'intera collezione comprende oltre 1400 oggetti, 409 dei quali sono esposti al pubblico.

### Numismatica
Il museo funge da deposito per la maggior parte del materiale numismatico rinvenuto durante i lavori archeologici di Taxila. La vasta collezione di monete copre il periodo indo-greco fino agli ultimi periodi Kuṣāṇa. Alcune di queste monete erano già citate nei rapporti originali di Marshall sugli scavi. Un progetto contemporaneo sta cercando di rendere l'intera collezione fruibile al pubblico.

## Galleria d'immagini

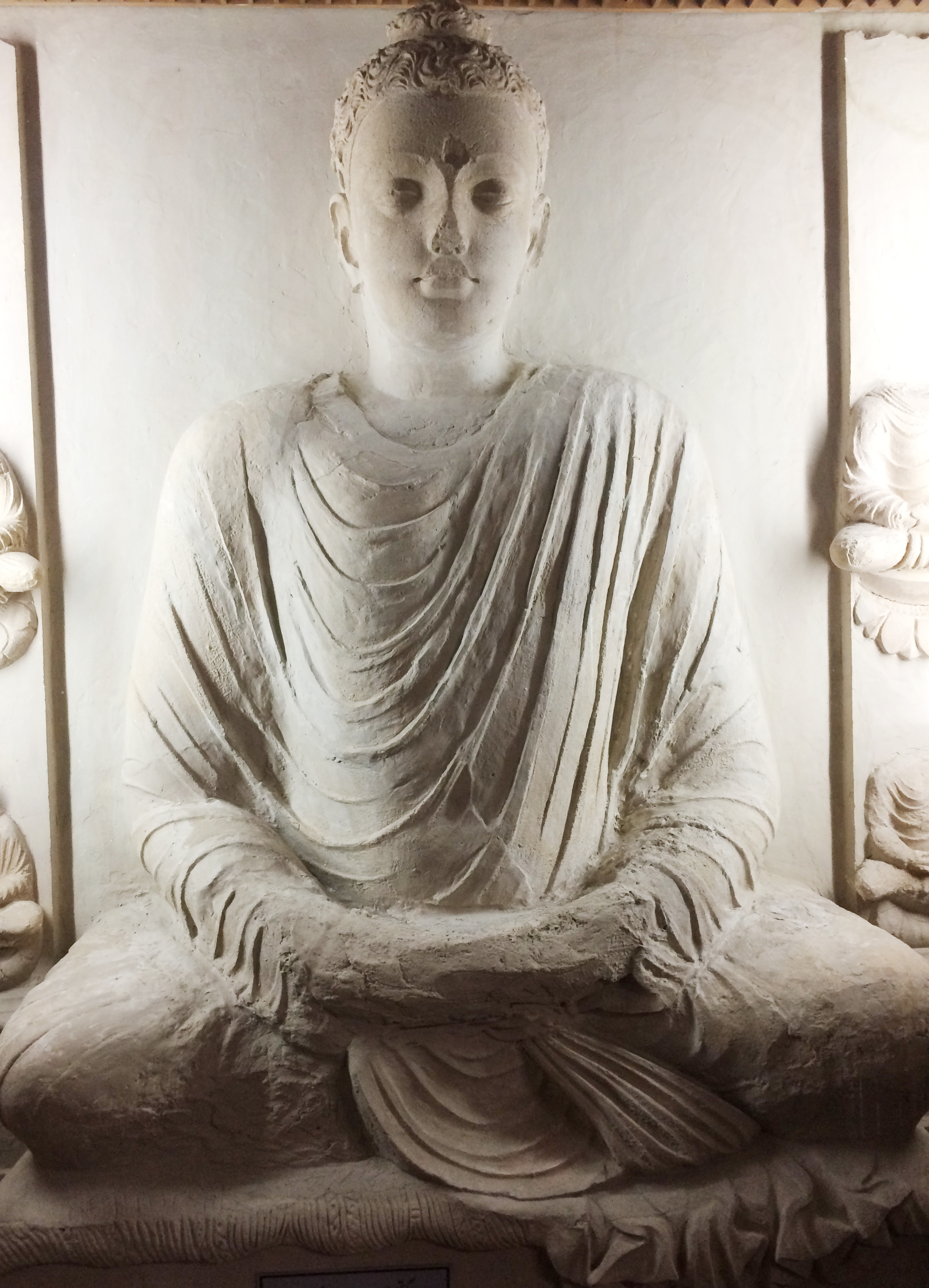
Un Budda del IV secolo in posizione meditativa.
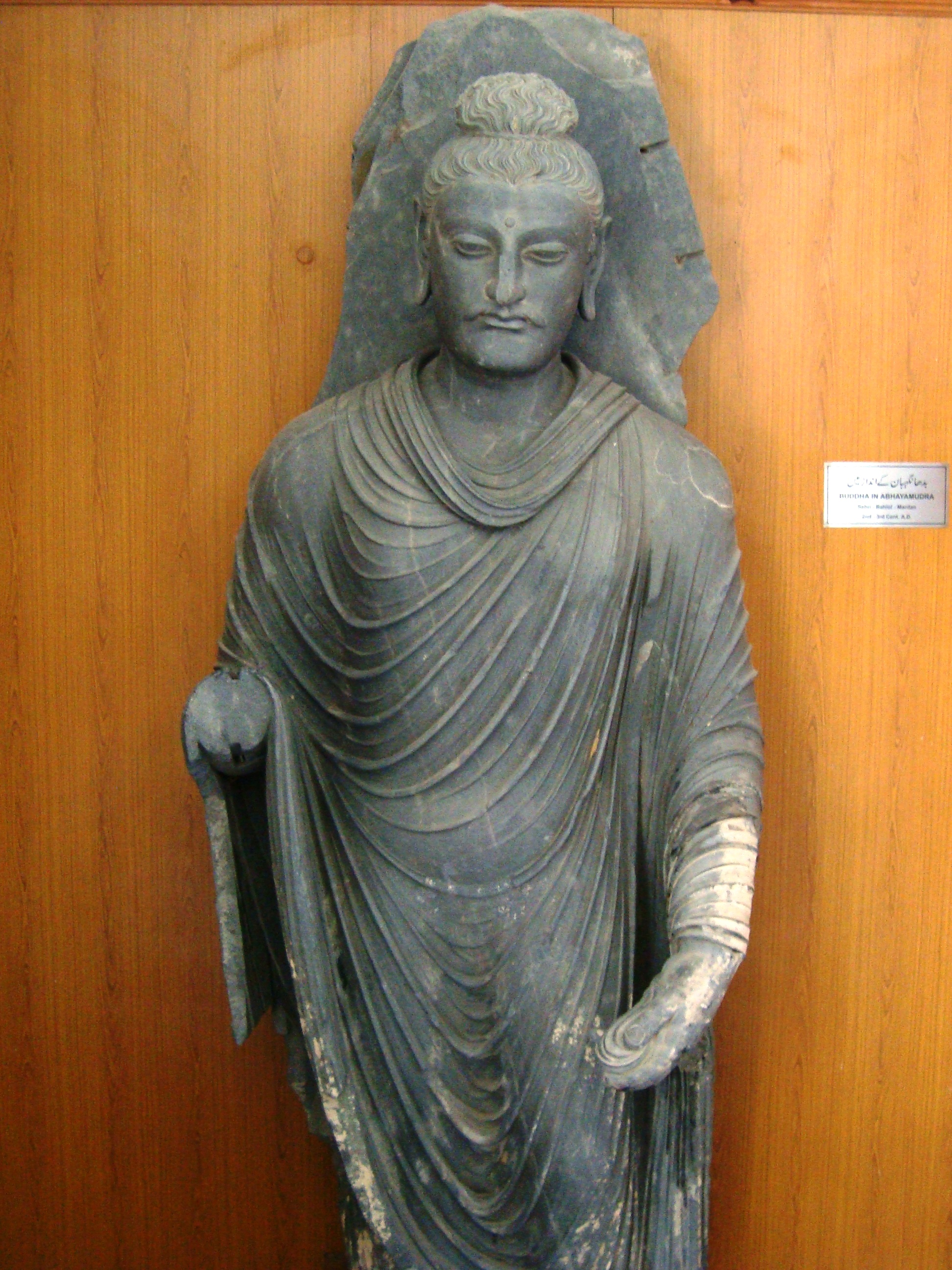
Budda in Abhayamudra .
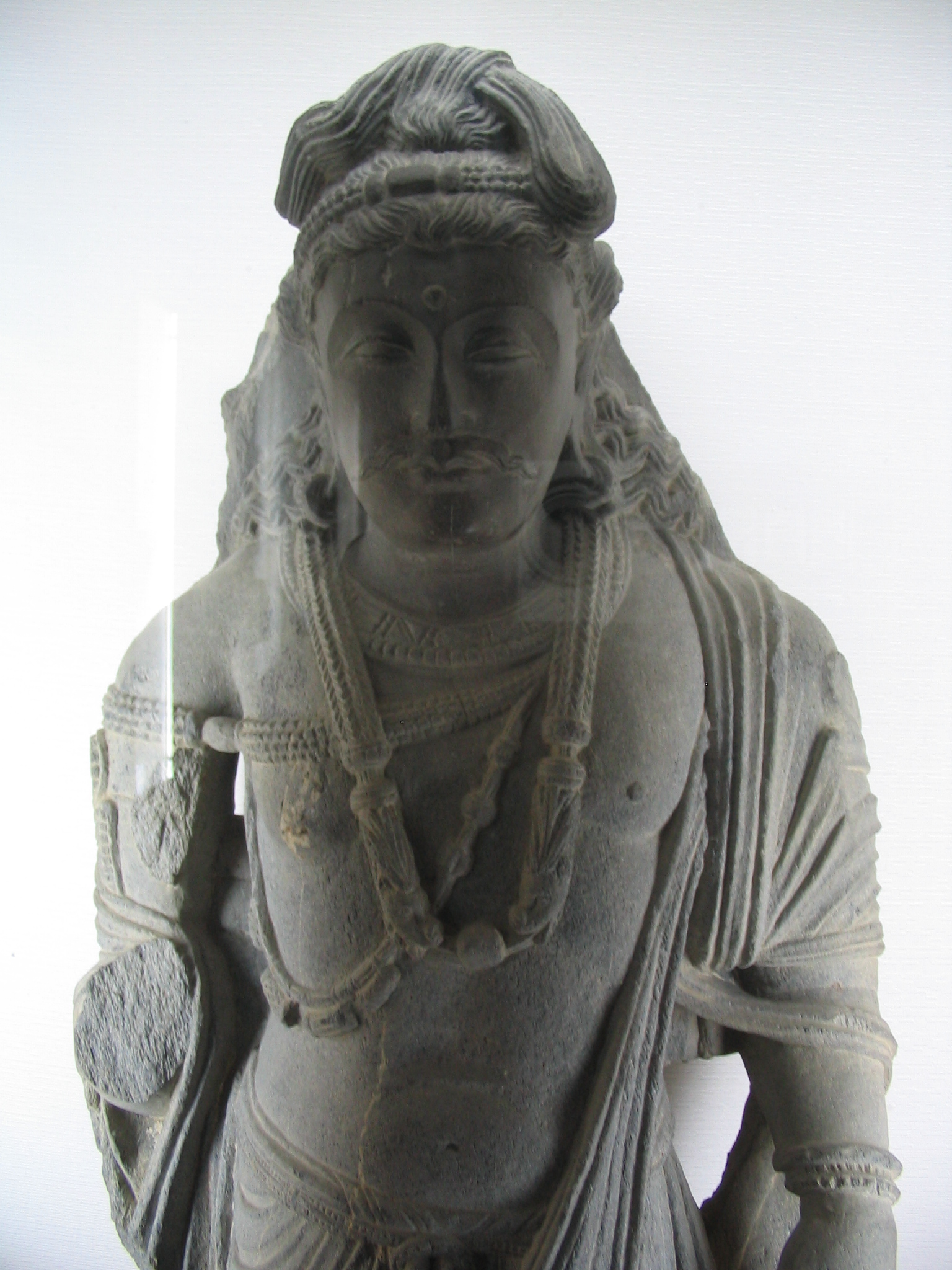
Il dio greco Zeus.
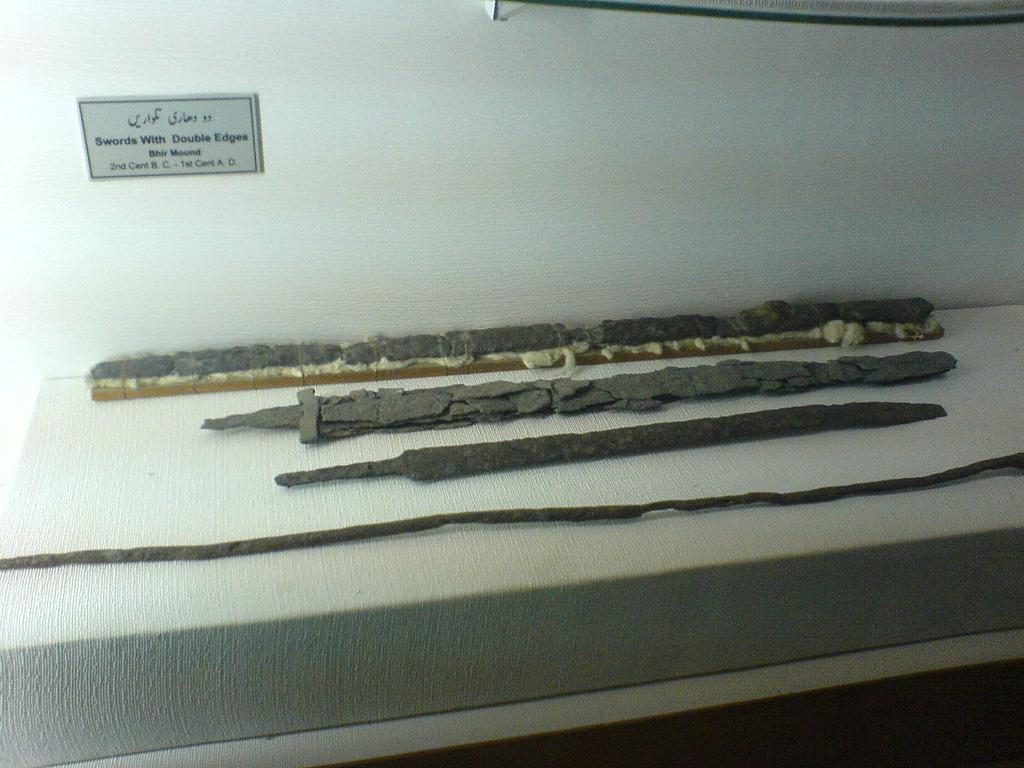
Spade a doppia lama.
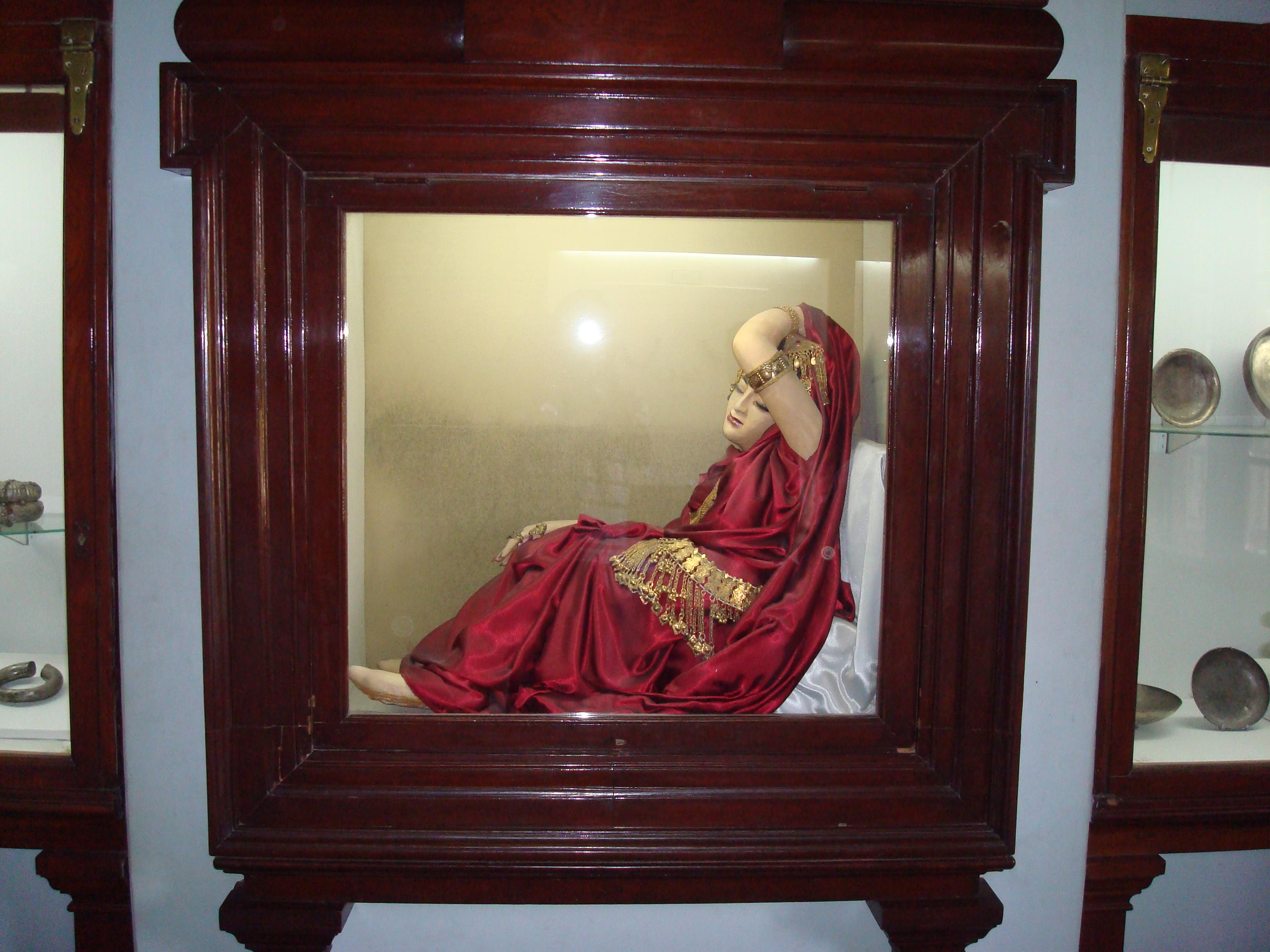
Gioiellame.
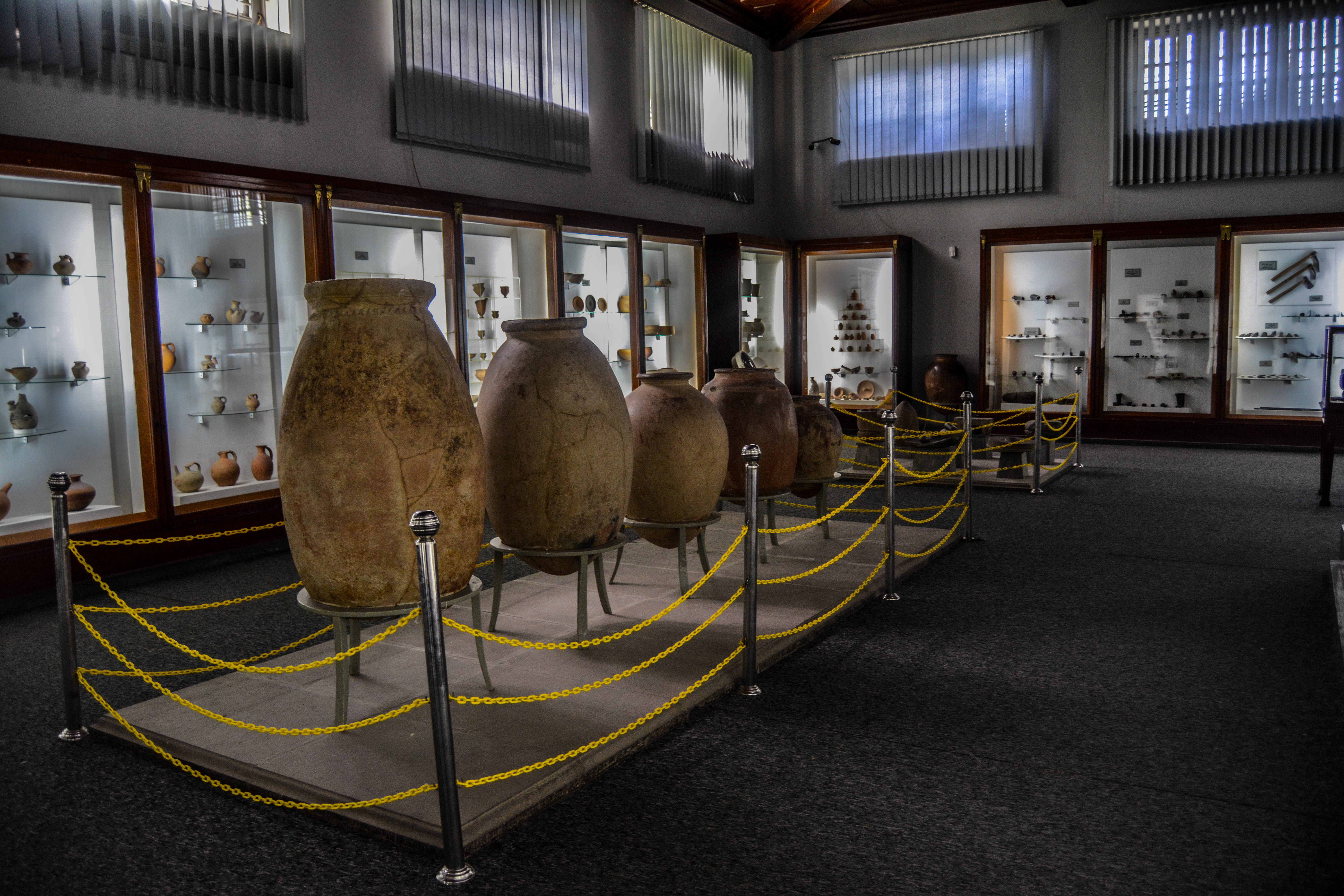
Reperti.
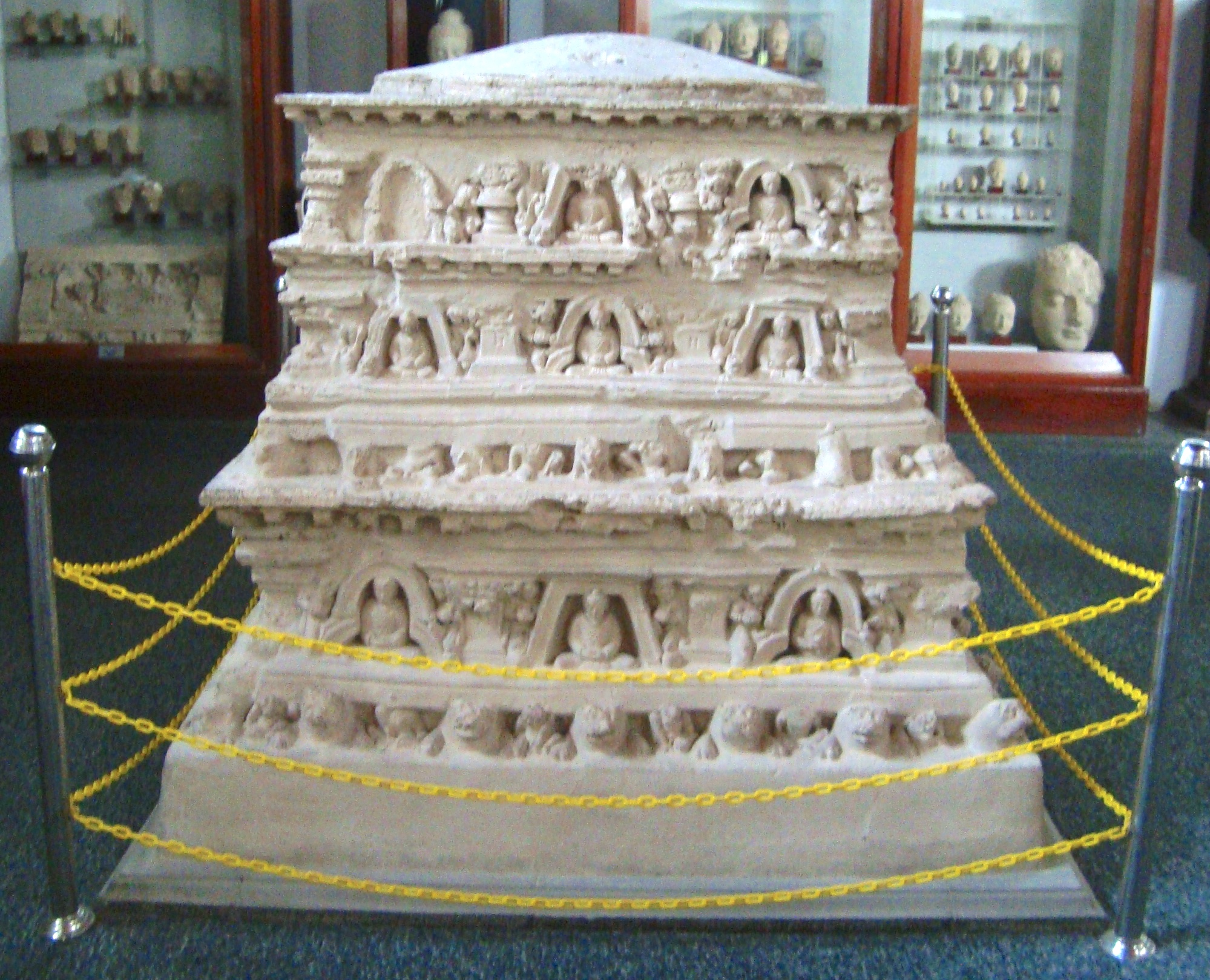
Stupa votivo.
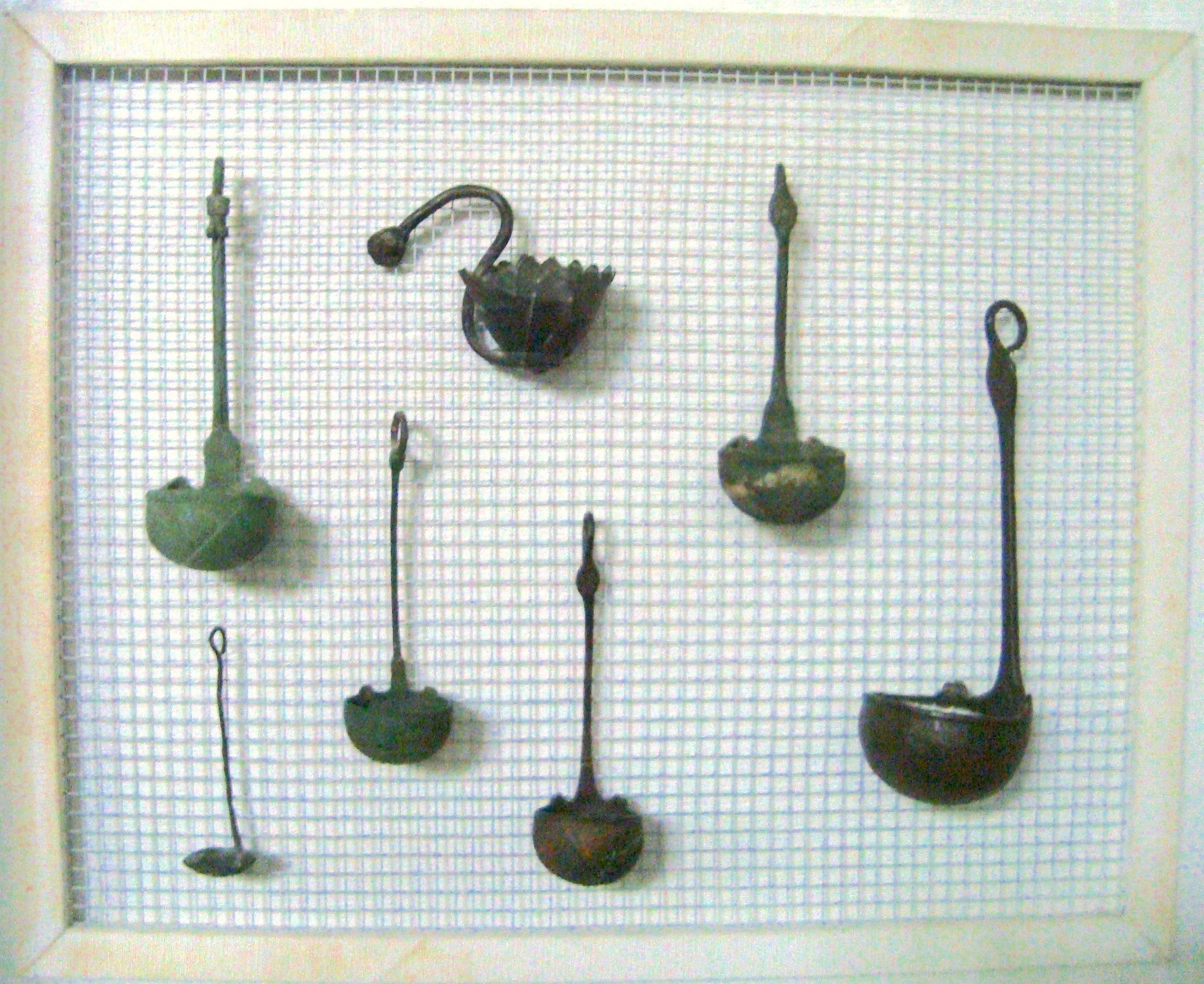
Utensili domestici.
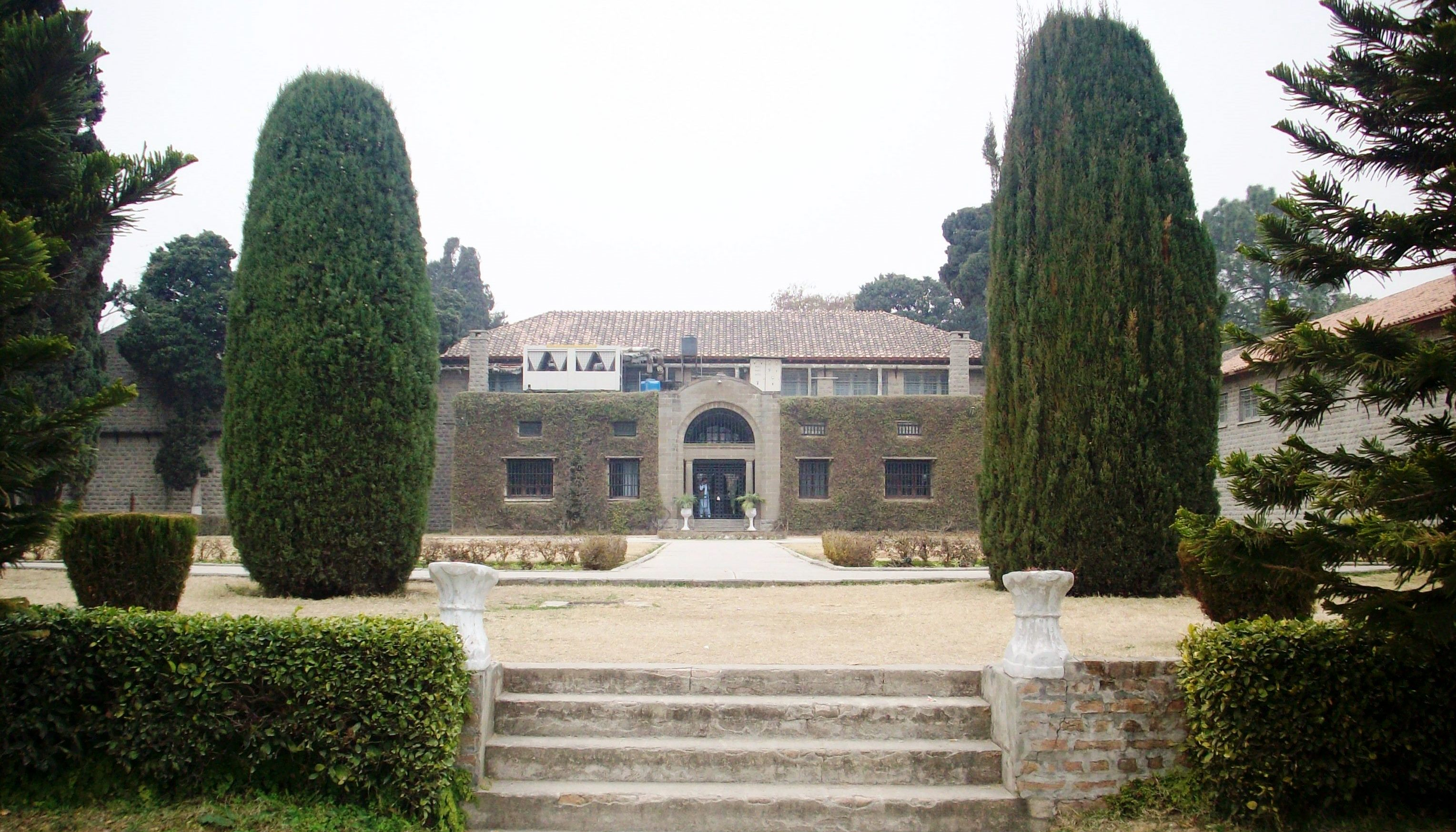
Vista frontale del museo, con giardini.
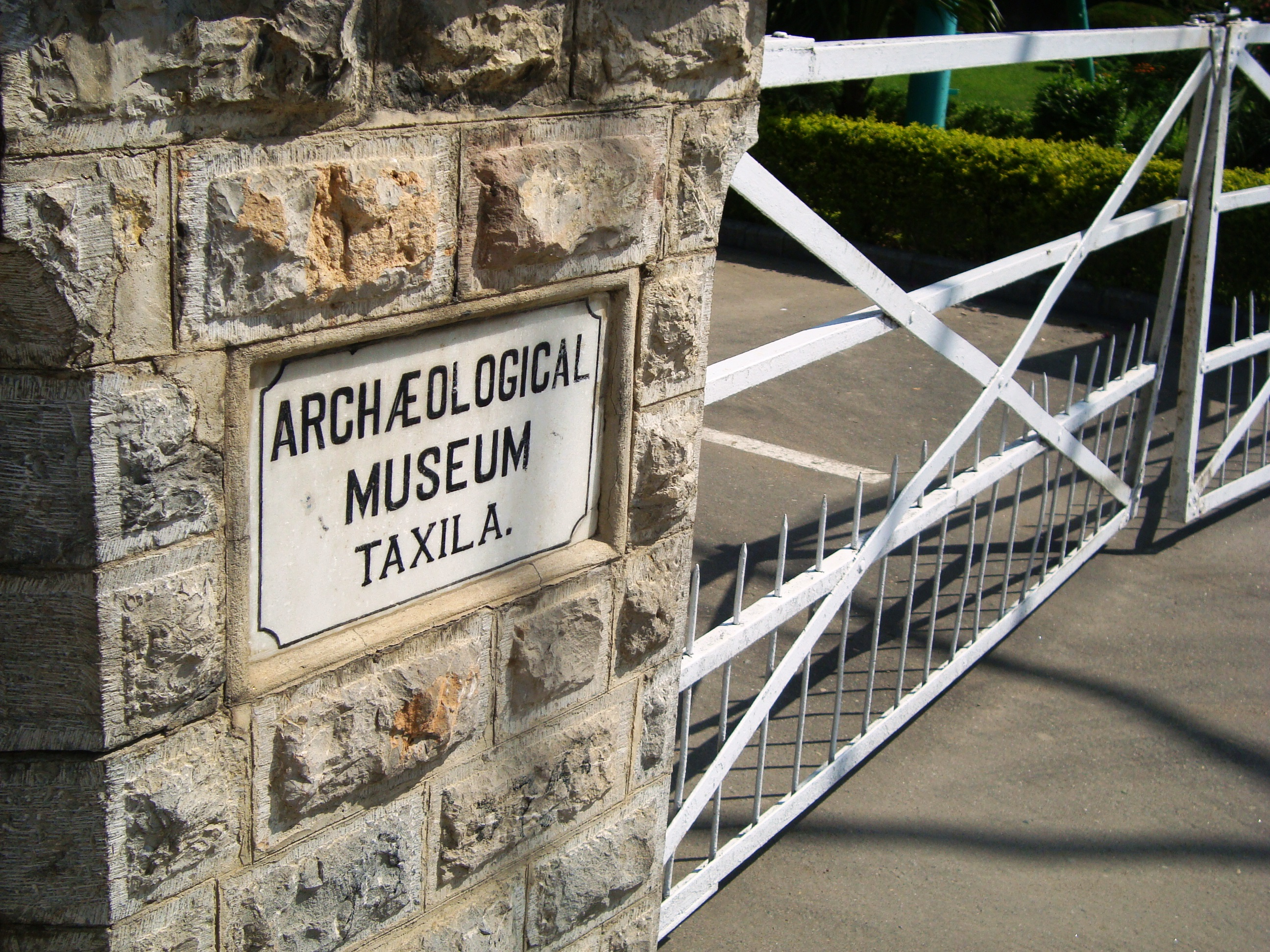
Targa col nome inglese del museo.
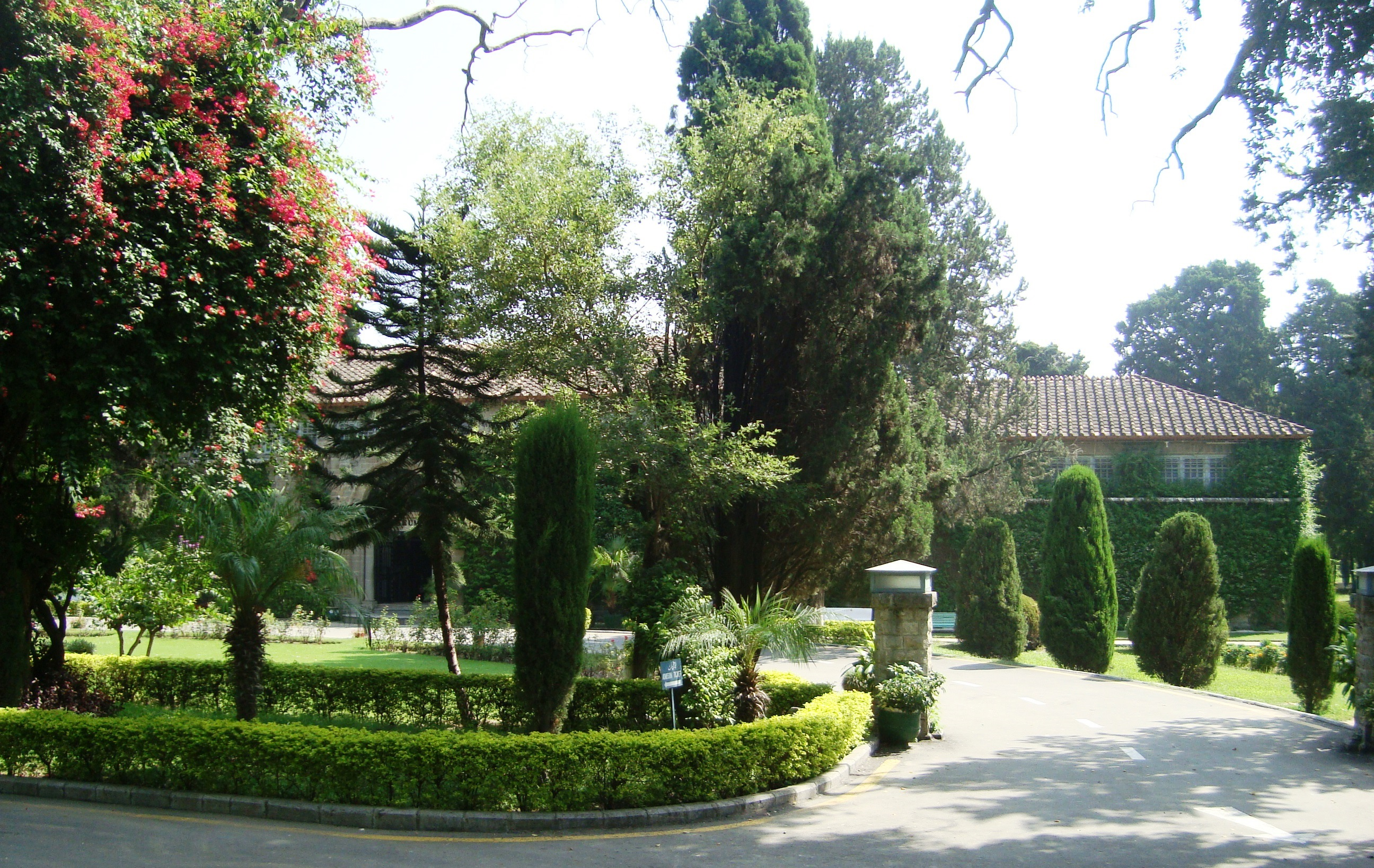
Giardini esterni.